# Ocrepeira macaiba
Ocrepeira macaiba là một loài nhện trong họ Araneidae.
Loài này thuộc chi Ocrepeira. Ocrepeira macaiba được Herbert Walter Levi miêu tả năm 1993.